# 3D InterOp
3D InterOp es un traductor de formatos de CAD de Spatial Corp. Es un componente de software orientado a objetos diseñado para ser usado como fundamento de la traducción de información de CAD implementada dentro de una aplicación comercial. Está escrito en C++, y provee una API llamada 3D InterOp Connect. Esta interfaz permite que aplicaciones comerciales manejen varios formatos. Trabaja de manera independiente de los formatos que maneja.
3D InterOp Connect está basado en una arquitectura abierta. Puede ser extendido y adaptado para manejar varios formatos.

## Formatos disponibles
- ACIS
- CATIA (V4 and V5)
- HSF
- I-DEAS
- IGES
- Autodesk's Inventor
- Parasolid
- Pro/E
- SolidWorks
- STEP
- Unigraphics
- VDA-FS
- XML-EBOM